# たったひとりの反乱
『たったひとりの反乱』（ -はんらん）は、NHK総合テレビで放送された日本のドキュメンタリーである。

## 概要
再現ドラマなどを柱に構成される番組で、2008年に「NHK番組たまごトライアル2008」の一環として制作された。2009年は夏期特別編成の期間に『プロフェッショナル 仕事の流儀』に代えて放送された。2008年放送の「食品偽装告発、“さきがけ”となった男」は全日本テレビ番組製作社連盟主宰・ATP賞（情報番組部門）優秀賞を受賞した。
タイトルの通り、“たったひとり”で巨大な権力に対して闘いを挑んだ人達の物語を描く。

## サブタイトル
食品偽装告発、“さきがけ”となった男
- 放送日時: 2008年7月30日（22:00 - 22:45）※2009年7月20日に再放送
- 司会: 住田功一（NHK大阪放送局）
- ドラマ出演: 相島一之、佐戸井けん太ほか

男社会と闘った女性起業家“一期生”
- 放送日時: 2009年7月28日（22:00 - 22:50）※2009年11月30日深夜に再放送
- 司会: 森本健成（NHK東京　以下の2作品も同じ）
- ドラマ出演: 田中美里、江守徹ほか
- ゲスト：今野由梨（ダイヤル・サービス社長）

突然の娘の死　医療の壁と闘った8年
- 放送日時 2009年8月4日（22:00 - 22:50）
- ドラマ出演: 野村真美ほか

球団が消える? プロ野球選手会103日の闘い
- 放送日時 2009年8月18日（22:00 - 22:50）※2009年11月30日深夜に再放送
- ドラマ出演: 渡辺いっけい、井坂俊哉、二階堂智ほか
- ゲスト: 古田敦也（2004年の選手会会長。野球評論家）ほか

“食品偽装”を告発した男
- 放送日時: 2009年12月1日（22:00 - 22:45）
- 司会: 山本太郎（以下2作品も同じ）
- ナレーション：斉藤茂一（同上）
- ドラマ出演: 黒沢年雄、不破万作、羽場裕一ほか

ヘドロの干潟をよみがえらせろ
- 放送日時: 2009年12月8日（22:00 - 22:50）
- ドラマ出演: 袴田吉彦、津田寛治、根岸季衣、児玉頼信、卜字たかお、中山克己ほか

犯罪被害者の叫びを聞け
- 放送日時: 2009年12月15日（22:00 - 22:50）
- ドラマ出演: 大和田伸也、有福正志ほか